# キャサリン・メイフェア

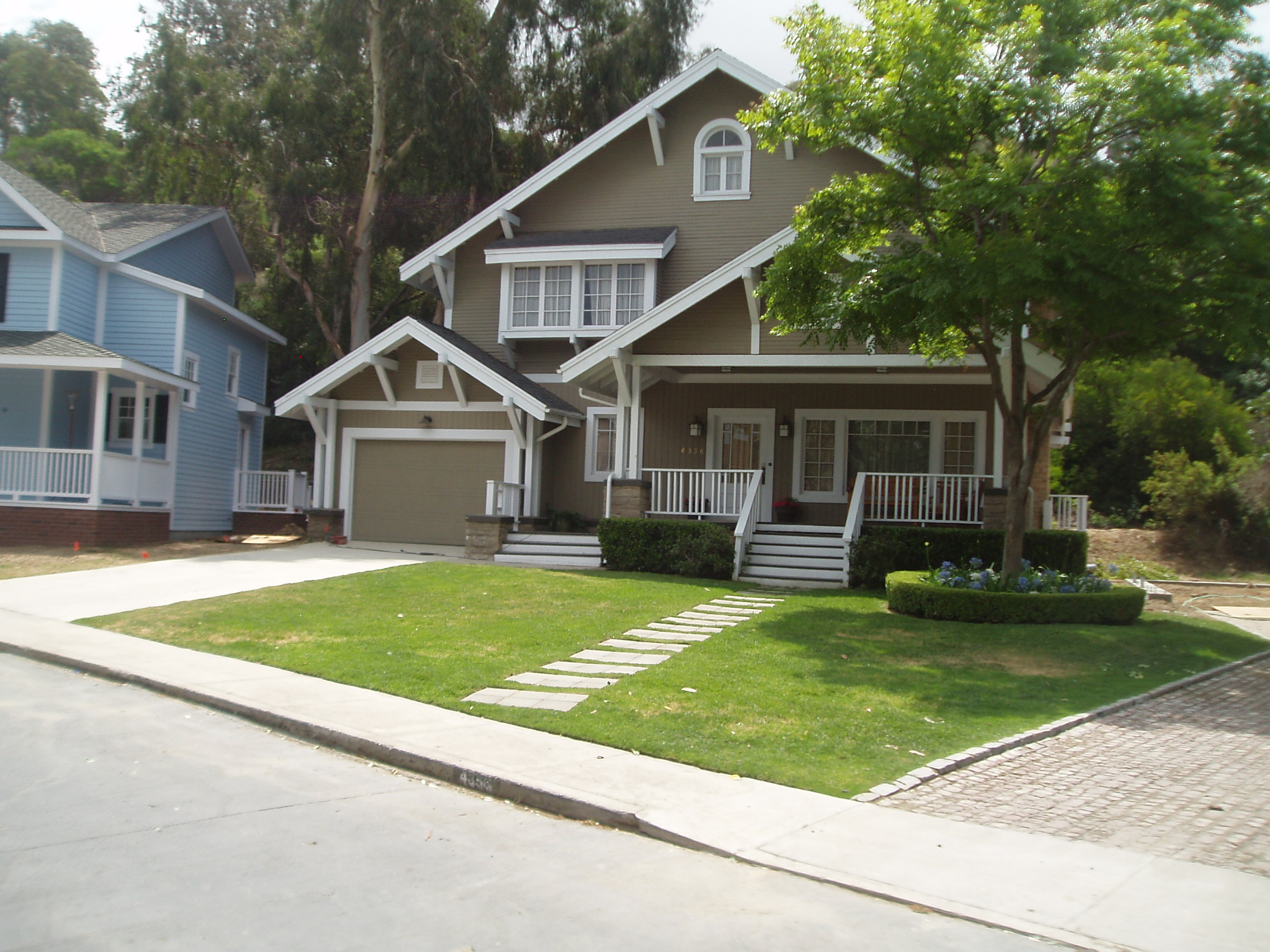
自宅

キャサリン・メイフェア(Katherine Mayfair)は、アメリカ合衆国のABCで放送されている『デスパレートな妻たち』に登場する架空の人物。シーズン４から登場し、シーズン５からはこのドラマの主要キャラクターの1人となった。演じるのはダナ・デラニー。日本語版吹替えは野沢由香里。

## 人物・経歴
- ウィステリア通り4356番地在住。

シーズン４からの登場だが、実際は以前にもウィステリア通りのこの家に叔母であるリリアン・シムズと共に住んでいた。そのため当時からウィステリア通りに住んでいたスーザンやメアリー・アリスとは面識があり、子供関係で交流があったり留守番を引き受けたり等、親交が深かったことが窺える。しかし、ある日突然行き先を誰にも告げずに娘と叔母の三人で姿を消す。
料理の腕はピカイチで、その腕前はブリーを凌ぐほどである。そのため２人は衝突することも多かったが、２人で開催したチャリティー晩餐会で大成功を収めてからはお互いを認め合い、良き理解者となる。シーズン５では２人でケータリング会社を設立し、料理の腕を活かしている。ただし、ブリーばかりが注目を浴びているのを快く思っていない。
2回の離婚を経験している。現在は2人目の夫であるアダムの姓をそのまま名乗っている。娘のディラン・メイフェアーは、スーザンの娘ジュリーと仲が良い。
第6シーズンでパリへ行くこととなり、ウィステリア通りから去り以降物語から姿を消すが、シリーズの最終回に再登場する。

## シーズン4
新しい夫アダムと娘ディランの３人で再びウィステリア通りに戻ってきたキャサリンに、スーザンや当時ディランと仲の良かったジュリーは歓迎する。しかしどうも様子が違う。ディランはジュリーとの幼少時代を全く覚えていなかった。ジュリーは「今のディランは昔とは別人」と言い、スーザンも当時キャサリンがウィステリア通りを離れる際、ただならぬ雰囲気で引っ越していったことを思い出す。
その後、キャサリンはスーザンたちにリネットが化学療法で辛い思いをしているので、ランチを作って持っていこうと提案する。しかし自分が提案した昼食会を仕切ろうとするブリーが気に入らず、ブリーの担当だったデザートのレモンメレンゲパイを勝手に作り、ブリーのものとすり替えて出してしまう。そのパイの味はブリーのものを凌ぎ、ブリーはすり替えられた怒りと自分より料理が上手な主婦の登場に猛烈な不安を感じ、合い鍵を使ってキャサリンの自宅からパイのレシピを盗み出そうとする。その際、ディランが自分の本当の父親についてキャサリンを問いただす現場に遭遇する。キャサリンは逆上してディランを叩く。アダムは真実を話すようキャサリンに促すが、キャサリンは「あの子のためにやっている。もっとましな嘘を考えなければ」と頑なに秘密を守り続けた。一連の行動を目の当たりにしたブリーは仲間たちにその様子を報告する。
その後、病で療養中だったリリアン・シムズが帰宅する。死期が間近に迫っているリリアンは、キャサリンに「死ぬ前にディランに真実を話したい」と言うが、キャサリンはこれを断固として拒否。娘を直接呼んで真実を話そうとするが、これもキャサリンに阻まれる。仕方なく紙に真実を書いて伝えようとするが、書き終わると同時に亡くなってしまい、紙はベッドの下に落ち、真相は明かされぬまま日は過ぎ去る。
ウィステリア通りに竜巻が迫りくるころ、キャサリンのもとに以前アダムの患者であったシルビア・グリーンが現れた。彼女は患者だったころアダムにキスされたことを自分への恋愛感情だと思い込み、既婚者のアダムをつけまわすようになっていた。しかし拒否されるやいなや彼女はアダムを性的暴行で訴えた。結局、アダムが医師免許を失うことを恐れ、示談が成立したはずであるが、アダムのことを忘れられずはるばる追ってきたのだった。キャサリンはシルビアを追い払うが、その様子を伺っていたブリーはキャサリンのスキャンダルを聞き出すチャンスだとシルビアを自宅に招く。しかし彼女の異常さを悟ったブリーは、彼女をうまく追い返そうとするものの、逆上されてバスルームに籠城される。竜巻が近づく中、避難場所としていたバスルームを何とか開けさせるため、ブリーはアダムを連れ、説得させる。キャサリンはブリーのあまりのゴシップ好きにあきれ返るが、事情を隠し切れなくなったキャサリンはついにウィステリア通りへ戻ってきた真実を話す。キャサリンはシルビアとの示談により財産や家を失い、友人からの信頼までも失ったため、ウィステリア通りの叔母の家へと戻ってこざるを得なくなったのだった。
竜巻は刻一刻と迫ってくるものの、シルビアの精神状態は一層悪化し出てくる気配がなかったため、ブリーとオーソン、キャサリンとアダムは物置に隠れることを余儀なくされた。そこでブリーはシルビアとの会話の内容を何気なく話すが、それはアダムが彼女と濃密に関係していたことをはっきりと裏付けるものであり、一連の不幸はアダムが招いたということを意味していた。それを悟ったキャサリンは深く傷つく。
竜巻がウィステリア通りを通過するころ、シルビアは帰宅しようと玄関の扉をあけたところで竜巻に吹き飛ばされ、のちに遺体で見つかる。キャサリンは相手が死んでも浮気した事実は消えないと、アダムとの離婚を決心する。
別居していたある日、ディランに一人の警官が近づき、その男は最初の夫のウェインだった。ウェインはディランの噛んでいたガムからＤＮＡ鑑定をするが、親子でないと判明する。真相を知るためにアダムを拉致監禁して暴行を加え、アダムが意識を失うと自宅にいたキャサリンを襲い、銃で脅して真相を聞き出そうとする。キャサリンはウェインと結婚していた時に暴力から逃れるためにウィステリア通りを夜逃げ同然で逃げ出しており、実は本当のディランは12年前に倒れてきた本棚に押しつぶされ死亡していて、今のディランは幼少期に施設からよく似た子を見つけて養子にしていたのだった。そのことを知ったウェインはキャサリンを殺害しようとするが、アダムが助けに来て銃を奪ったため状況は逆転し、キャサリンはウェインを射殺し、スーザン達の証言があって正当防衛が認められて罪にならずに済む。それから5年後、ウィステリア通りに留まり他の4人とポーカーをするほど親しくなっており、ディランからは電話で結婚することを知らされる。

## シーズン5
ブリーとの共同のビジネスが大成功するが、いつもマスコミが取材に来るのはブリーばかりでキャサリンは面白くない。キャサリンはアダムとは既に離婚しており、ディランとも同居していないため一人暮らしだが、恋人もいなく寂しさは隠せない。そんな時、スーザンと離婚したマイクと惹かれあい交際することとなる。スーザンの息子のMJとも親しくなり何度か家に招いたりするが、マイクとMJをとられそうになったスーザンが嫉妬したため、スーザンと対立することとなる。マイクとは結婚寸前まで行くが、スーザンとMJの危機を知ったマイクは空港から姿を消し、二人の関係は破局を迎える。

## シーズン6
スーザンとマイクが復縁し、キャサリンは嫉妬心丸出しで式に現れるが、マイクに出て行くように言われて大人しく立ち去る。しかし、スーザンに嫌がらせをしたり、マイクにしつこく付きまとったりする。仕事でも奇行を繰り返し、ついにブリーから解雇されてしまう。ある日、MJを学校から自宅に連れ帰ったことでマイクに呼び出され、同時にこれまではスーザンだと思って付き合っていたと告げられ、逆上して腹いせにナイフで自分の腹部を刺す。直前に止めようとしたマイクがナイフの柄の部分を握っていたため指紋が付いており、マイクを傷害の犯人にしたてる。その後、スーザンが打開策としてディランを呼び出し、説得もあって厚生のために施設に入り、落ち着いた後スーザンたち四人とマクラスキーが来て関係は修復する。それからしばらくして、スーザンが連れて来たストリッパーのロビンと意気投合し同居するが、同性愛者だった事がバーで発覚する。ロビンと暮らすうちにキャサリンも同性愛に目覚めてロビンと関係を持つようになり、二人でパリへと旅立ちウィステリア通りから去る。

## シーズン8
最終回に再登場する。ロビンとは既にパリで別れており、ニューヨークでのビジネスのためリネットを招聘しようと考え、ウィステリア通りにやってくる。